# 贝塞达斯
贝塞达斯，是西班牙卡斯蒂利亚-莱昂阿维拉省的一个市镇。 总面积32km2, 总人口396人（2001年），人口密度12人/km2。